# Salvia pratensis
Salvia pratensis là một loài thực vật có hoa trong họ Hoa môi. Loài này được L. miêu tả khoa học đầu tiên năm 1753.

## Hình ảnh

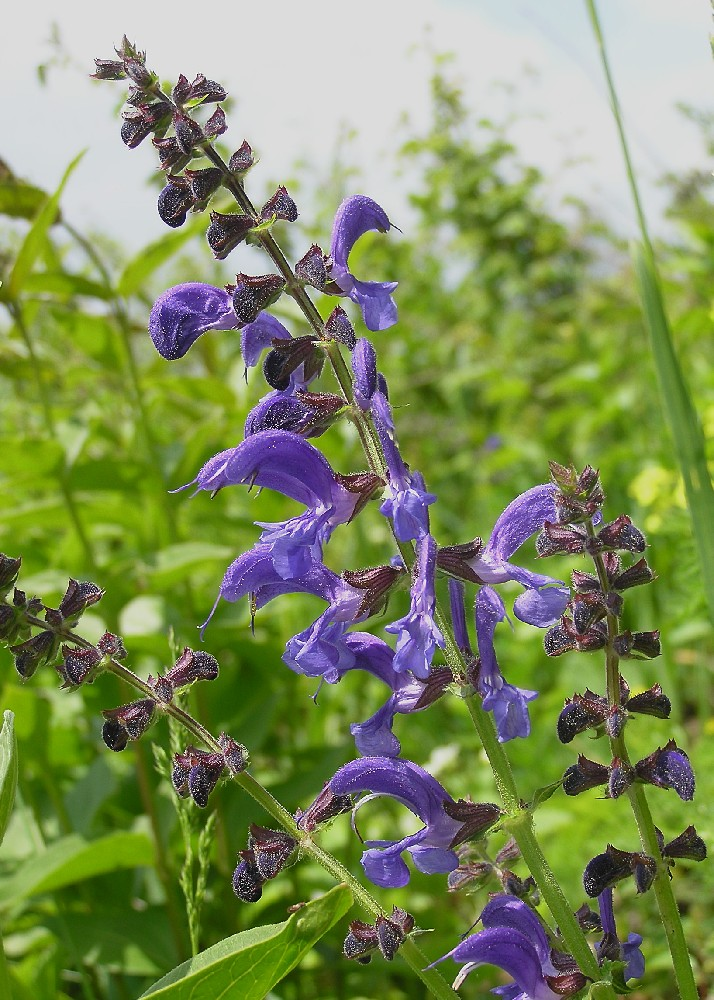
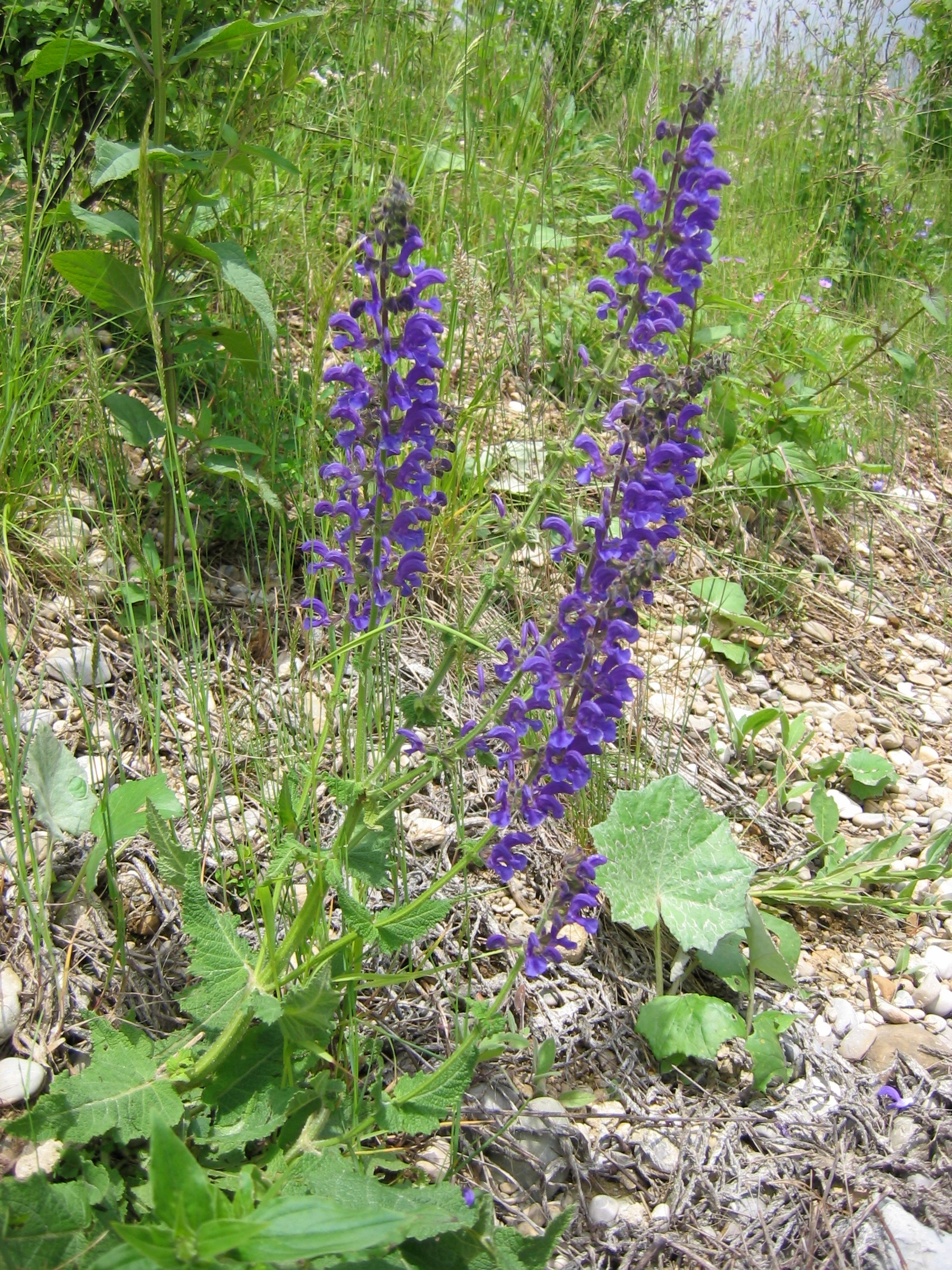
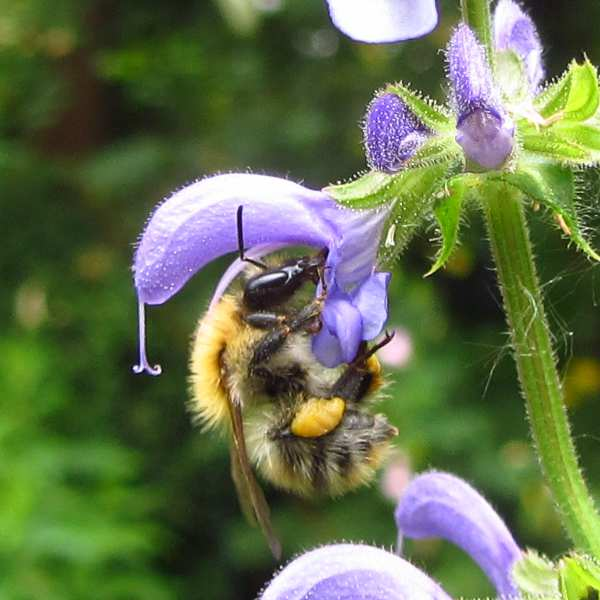
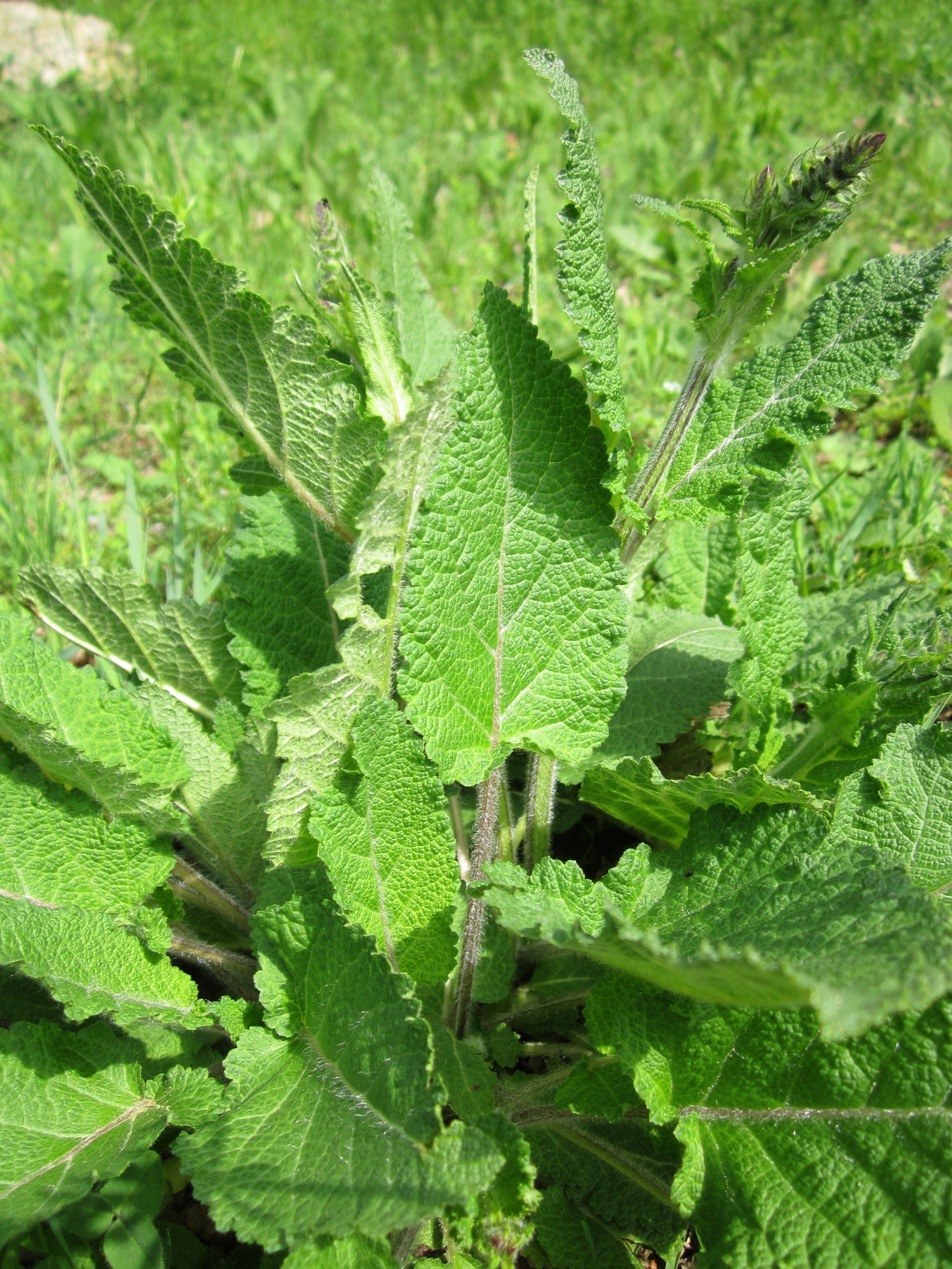
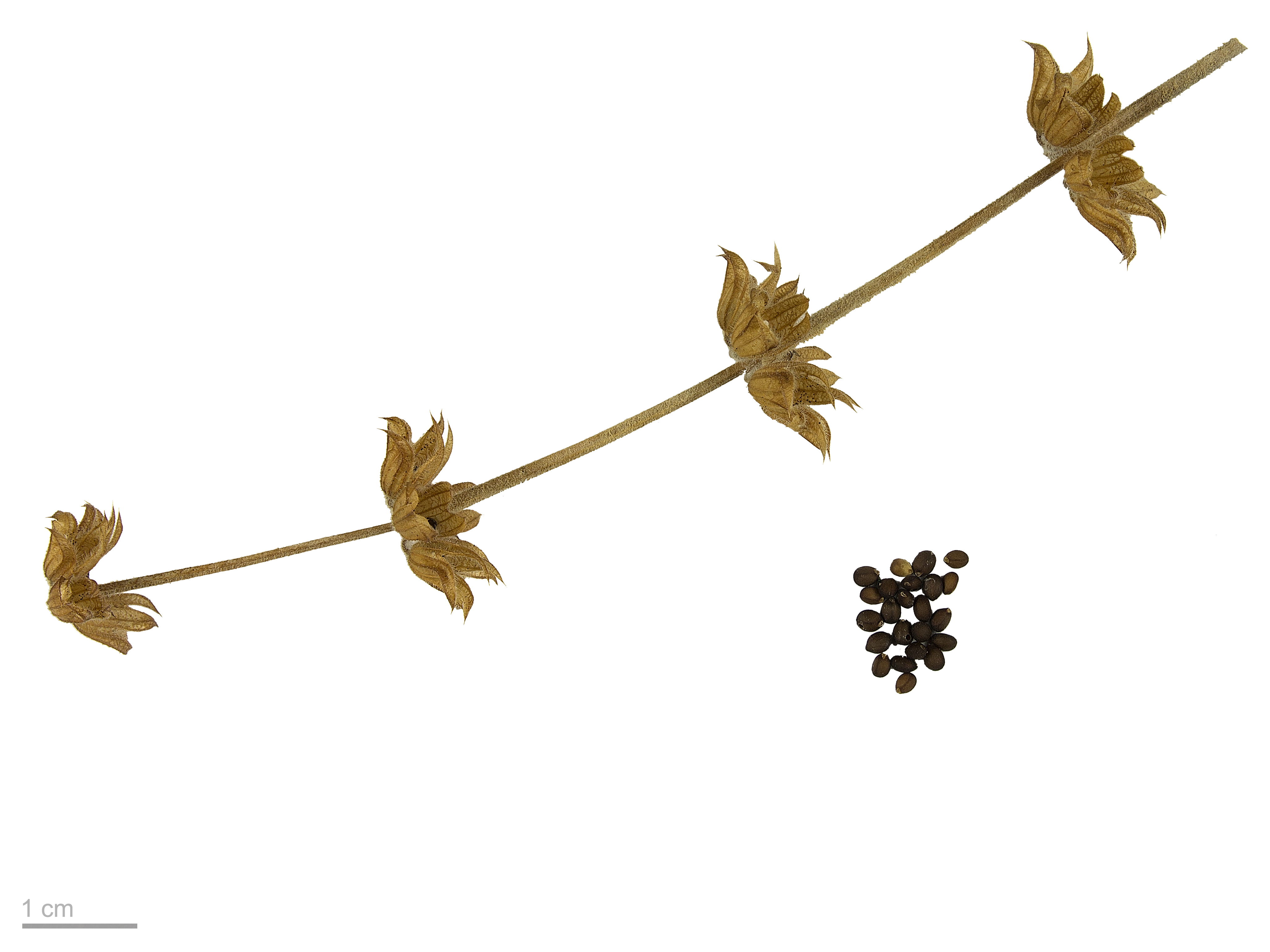
Salvia pratensis - Muséum de Toulouse